# Haplophyllum
Haplophyllum es un género con 53 especies de plantas  perteneciente a la familia Rutaceae.

## Descripción
Hay unas 50 especies en todo el mundo, la mayoría en la región florística póntica e irano-turiana
La especie presente en la península ibérica es Haplophyllum linifolium, con el nombre vulgar de "Ruda linosa".
Es una planta semi lignificada, con varios tallos, de medio metro de altura, pilosa, florece a finales de primavera, pétalos gruesos y de fruto verrucoso en cápsula.
En puntos del interior de la península ibérica se encuentra la  subespecie linifolium. Generalizada en la costa del Mediterráneo crece la subespecie rosmarinifolium.

## Especies
- Haplophyllum acutifolium
- Haplophyllum bastetanum
- Haplophyllum blanchei
- Haplophyllum broussonetianum
- Haplophyllum buxbaumii
- Haplophyllum canaliculatum
- Haplophyllum coronatum
- Haplophyllum dauricum
- Haplophyllum erythraeum
- Haplophyllum furfuraceum
- Haplophyllum glaberrimum
- Haplophyllum laeviusculum
- Haplophyllum latifolium
- Haplophyllum linifolium
  - Haplophyllum linifolium subsp. linifolium
  - Haplophyllum linifolium subsp. rosmarinifolium
- Haplophyllum obtusifolium
- Haplophyllum patavinum
- Haplophyllum robustum
- Haplophyllum rosmarinifolium
- Haplophyllum stapfianum
- Haplophyllum suaveolens
- Haplophyllum tuberculatum
- Haplophyllum versicolor
- Haplophyllum villosum
- Haplophyllum virgatum